# Perilitus stelleri
Perilitus stelleri är en stekelart som först beskrevs av Loan 1972.  Perilitus stelleri ingår i släktet Perilitus och familjen bracksteklar. Arten är reproducerande i Sverige. Inga underarter finns listade i Catalogue of Life.